# منطقه ویژه پارس جنوبی ۲
منطقه ویژه پارس جنوبی ۲ منطقه [شهرک] مسکونی از توابع بخش مرکزی شهرستان عسلویه در استان بوشهر در جنوب ایران است.
این منطقه مسکونی که محل سکونت کارگران و کارکنان میدان گازی پارس جنوبی است در دهستان عسلویه قرار دارد و بر اساس سرشماری سال ۱۳۸۵ جمعیت آن ۱۴٬۰۰۶ نفر بوده‌است.